# Хотьківці
Хо́тьківці — село в Україні, у Красилівській міській громаді Хмельницького району Хмельницької області. Розташоване на правому березі річки Бужок, лівої притоки Південного Бугу. Населення становить 359 осіб.

## Назва
За легендою, записаною від старожилів, первісне поселення розміщувалося західніше від сучасного, за пагорбом. Звалося воно Майдани: «Туди, де Гайок, де долина біля ставка, річка така тече в ставок. Там було село».
Під час захоплення цієї місцевості турками селяни переховувалися в лісі, а вночі по черзі, поодинці, ходили до своїх покинутих осель, за їжею, навіть випікали хліб. Якось жінка на ім'я Хотина (Хотя) вночі пекла хліб у своїй хаті, біля неї був син. Враз з'явився турок. Він погрожував убити жінку, але вона умовила його, аби дозволив допекти хліб. А тим часом заварила окріп та ошпарила турка. Коли вона із сином повернулася в ліс (де зараз кладовище), там вже не було нікого — турки вирізали всіх селян. Хотина залишилася одна із сином. Їй було страшно і важко самій в лісі. Але вона на своїх плечах наносила будівельного матеріалу і спорудила хатину. Назва села Хотьківці і пішла від імені жінки Хотини, яка одна вціліла з усього поселення, продовжила свій рід і населення села.
Найімовірніше ця подія сталася в кінці XVI ст. — на початку XVII ст. коли місцевість, навколо сучасного міста Красилів, та й саме місто декілька разів зазнавало спустошливих нападів татар. А саме в 1573 році, а також у 1593 і 1618 роках.

## Історія
Землі, підпорядковані теперішній Митинській сільраді, були ще здавна заселені про що свідчать археологічні знахідки. На Археологічній карті Подільської губернії, складеній, Є. Сецинським, біля с. Заруддя означено курган. У текстовій частині наведено наступну інформацію:
«Заруддя. Біля села великий курган, названий Кривава Гребля. Коло нього Кам'яний Хрест, врослий в землю». «Митинці. В 5 верстах на північ від села в лісі Кругляк є курган». «Ходаківці. За версту від села в напрямку до с. Заруддя курган (могилка). В 3 верстах від села урочище, зване Городище, де було за переказами місто».
Свідчень про безперервність розвитку поселень немає. Проте є інформація про знищення та подальше їхнє відродження.
Після татарських набігів кінця XVI ст. — початку XVII ст. життя поступово відновлювалося. Повернулася й польська шляхта з обслугою. У 1701 р. в село прибув пан. Він оселився на місцевості, що пізніше отримала назву Гайок, між колишніми Майданами й теперішніми Хотьківцями.
У XVIII ст. річка Бужок слугувала межею адміністративно-територіальних одиниць земельного поділу, по ній проходив кордон між Волинським та Подільським воєводствами. Відповідно Митинці й Верміївка належали до Волинського, а Хотьківці й Заруддя до Подільського воєводства. Коли ж у 1775 р. було запроваджено Установлення про губернії, по Бужку позначалася межа між Волинською, та Подільською губерніями.
Хотьківці поступово розрослися на низинній рівнині понад правим берегом р. Бужок. У 1744 р. у селі було споруджено дерев'яну триверху церкву. У 1877 р. її замінила нова дерев'яна церква Архистратига Михаїла, до якої зі старого було перенесено чотириярусний різьблений іконостас, виконаний 1836 р., срібний хрест 1793 р., ікона Михаїла 1790 р., ікона Варвари 1774 р. На кінець 19 ст. у парафії налічувалося 771 православний, 12 католиків, 3 родини євреїв.
У 1860 р. було відкрито парафіяльну школу в спеціальній споруді. У 1888 р. збудовано цегляну каплицю.
З довідника 1885 р.(Санктпетербург) « Важнейшие селения европейской России» «издание центрального статистического комитета» (3 випуск) відомо. Що Хотьківці були «бывшим владельческим поселением» (тобто населення раніше було закріпачене) при річці Бужок, мали 117 дворів, 658 жителів, православну церкву, школу, заїжджий двір та волостне правління. Ходьківці відносились до Проскурівського уїзду та відносились до 4-го стану.
Згідно довідника «Подольского губернского статистического комитета» 1893 р. «Населенные места Подольской губернии» (автор В. Гульдман) достеменно відомо що на той час село Ходьківці відносилось до «Проскуровського уезда, Ходьковецкой волости», мало 147 дворів, 760 жителів. Знаходилось в 20 «верстах от уездоно города» (Проскуров) сучасне місто Хмельницький, та була центром «волостного» правління. Найближча почтова, земська та залізнична станція знаходились в сучасному смт Чорний острів що була попутною до тогочасного Проскурова. Також відомо що Ходьківці знаходились «в 4 стане, в 17 урядническом участке, во 2 уч., судебно-мирового округа (мир. судьи), в 1-ом уч. миров. посредн. и в 1 уч. судебн. следователя.»
Від місцевих старожилів відомо що частини села мали такі назви: зі сходу — Серилівка (ближче до річки Бужок), із заходу Печіхвости. «Назвали Печіхвости, бо там стояла кузня, де вози робили, коні кували». Але давнішне казали: «На куток», маючи на увазі східну частину села.

## ХХ століття
У 1910 р. у селі сталася велика пожежа. «Паляничиха топила та винесла жар. Здув вітер, загорілася її хата, кузня, клуня, інша хата. І так котилося аж до Халяпуцьких». Хати, перебудовані на погорілій вулиці, покрили бляхою. Пізніше, під час примусової колективізації, хата під бляхою виявилася поводом для розкуркулення її власника.
Протягом червня, липня 1919 року навколо села в районі Красилова та сучасного Хмельницького точилися запеклі бої між військами УНР та військовими частинами РСФСР.
В роки войовничого атеїзму більшовики розорили, знищили сільську церкву. Дзвіницю зняли, храм розорили, а потім розібрали, використавши матеріали на будівництво греблі-мосту на Верміївку.
У 1923 р. село увійшло до складу Проскурівського округу. 1925 року було ліквідовано губернський поділ, а 22 вересня 1937 року Проскурівська округа увійшла до складу створеної Кам'янець-Подільської області. 28 червня 1939 року створено Довжоцький і Проскурівський райони. В 1941 році обласний центр перенесено до міста Проскурів.
Під час Другої світової війни в селі згоріло 36 хат. За свідченням старожилів німці методично палили село, хату за хатою. Це була каральна операція за вбитого партизанами німця в околицях Хотьковець. Спаливши західну частину села, вони звернули увагу на східну частину (ближчу до річки Бужок) запитуючи місцевих що це за місцина, люди почали казати що це Серилівка маючи на увазі місцеву назву частини Хотьківець. Німці в свою чергу подумали що це вже інше село не зачепивши Серилівки. Так вціліла частина села яке мали спалити повністю.
13 липня 1946 року Проскурівський район перейменований на Ружичнянський (адміністративний центр перенесено до села Ружичної).З перейменуванням у 1954 році Проскурова на Хмельницький область отримала нинішню назву. 30 грудня 1962 року скасовано Ружичнянський район. Згодом Хотьківці перейшли до Красилівського району що остаточно був сформований в 1965 році.
Найбільше сучасних будинків в селі були збудовані після Другої світової війни в період між 1946 по 1971 рік. Надалі спостерігається помітний спад будівництва. Надалі спостерігаємо помітний спад, а після 1990 р. — фактичне припинення будівництва.
З 60-х рр. XX ст. в селі діяло одне з найпотужніших сільськогосподарських підприємств — колгосп ім. К. Маркса (тепер СК «Бужок»).
Колишній орган місцевого самоуправління — Митинецька сільська рада.

## Галерея

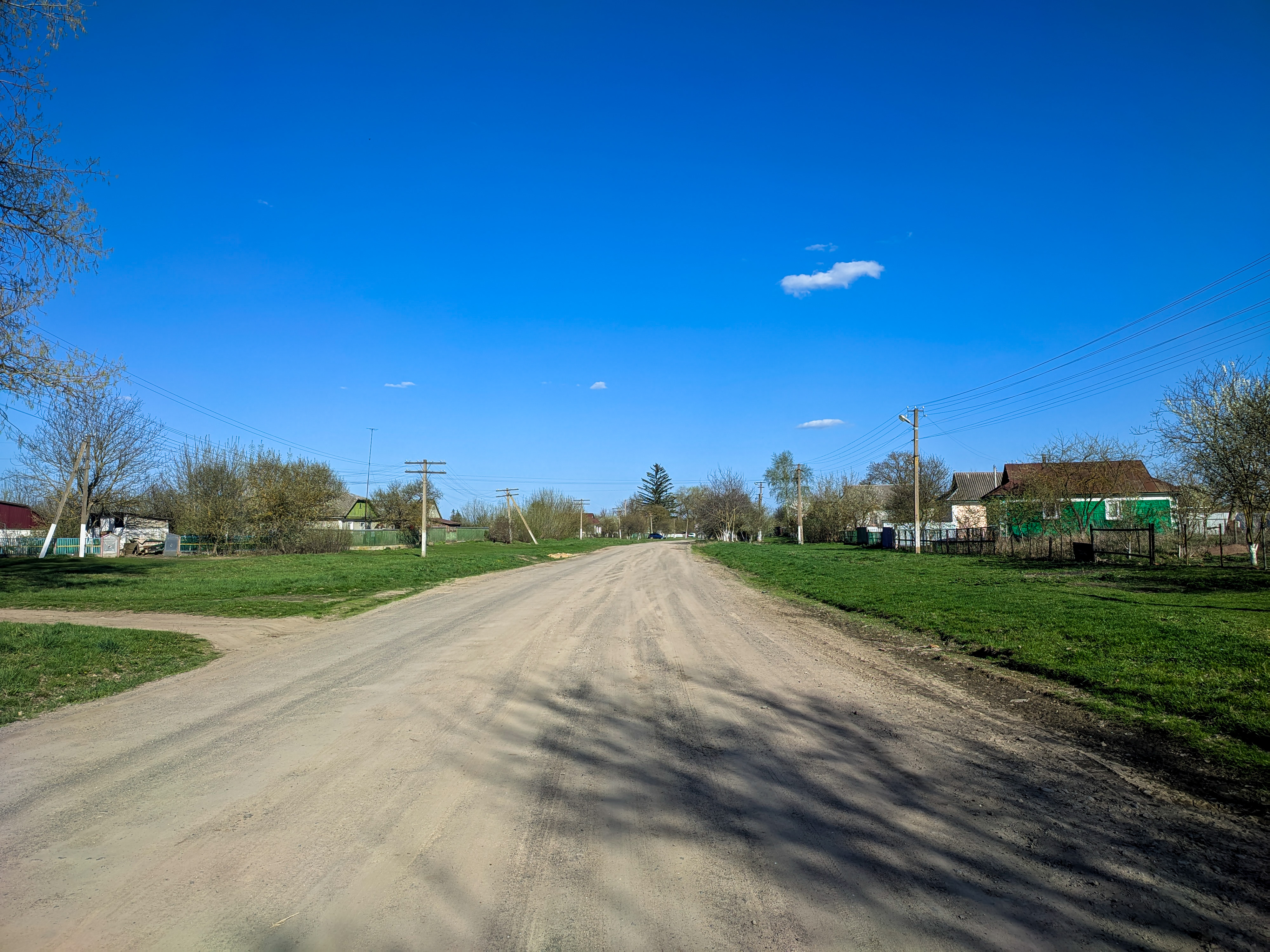
Вулиця Центральна
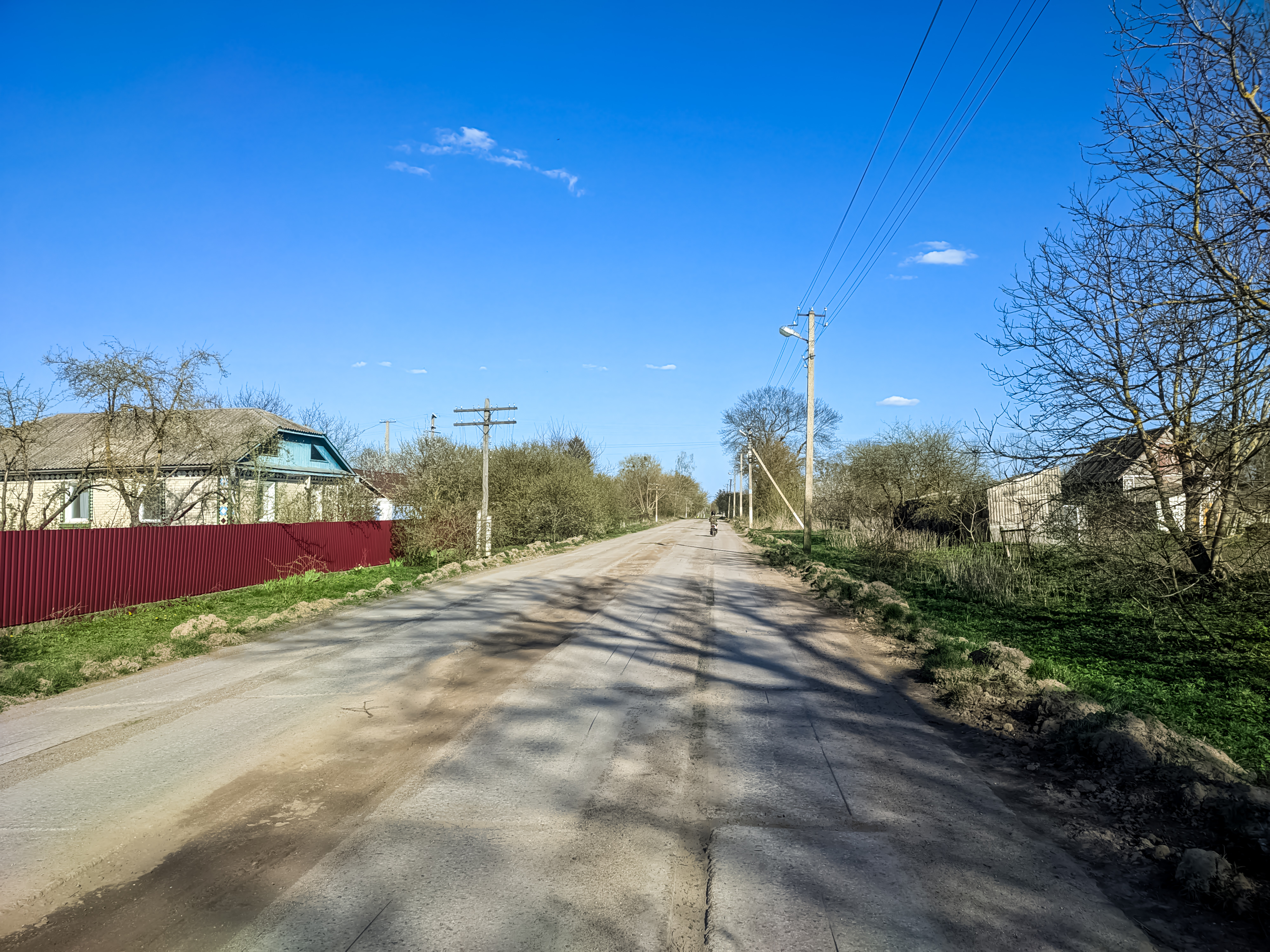
Вулиця Центральна
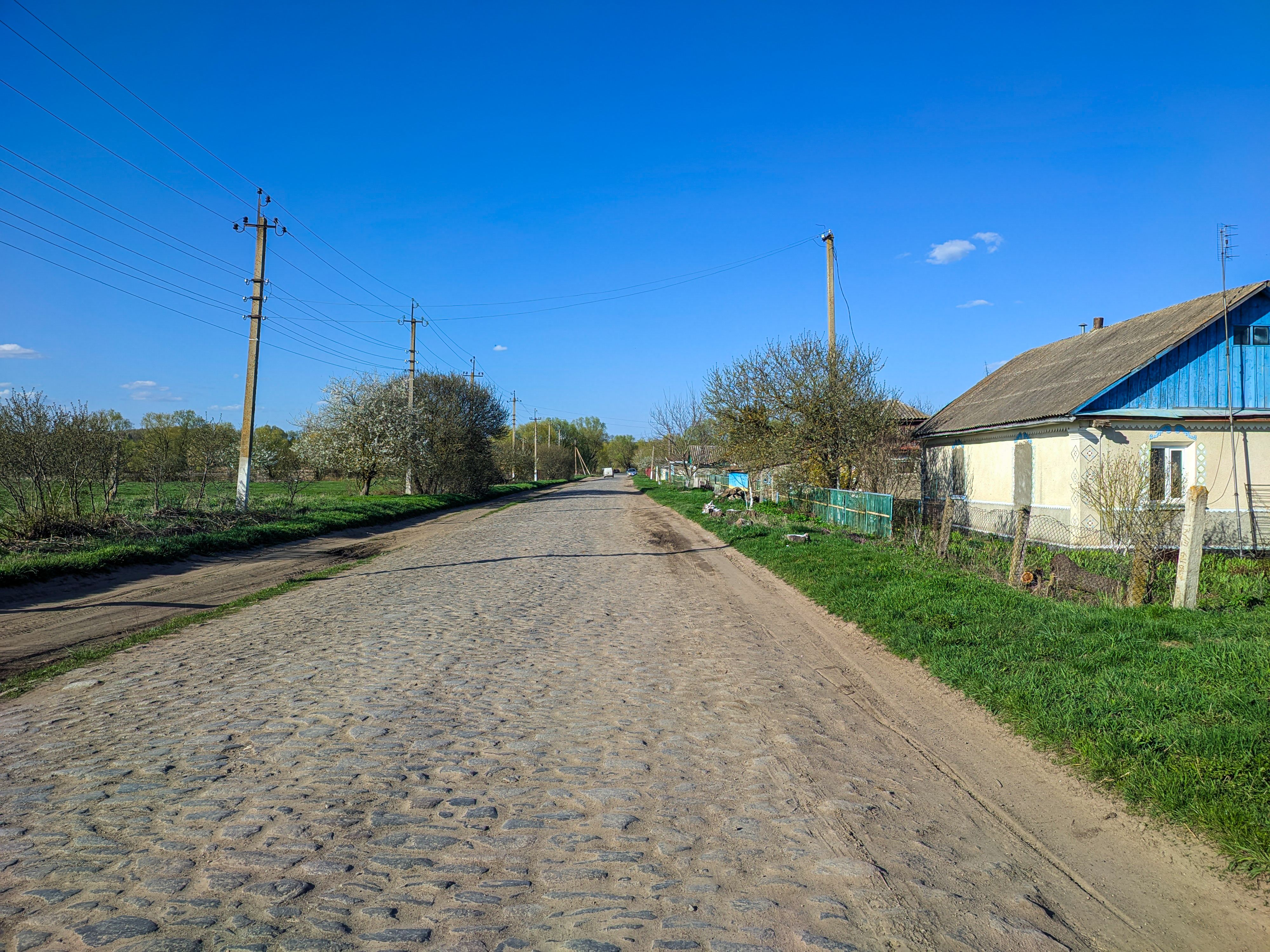
Вулиця Козацька
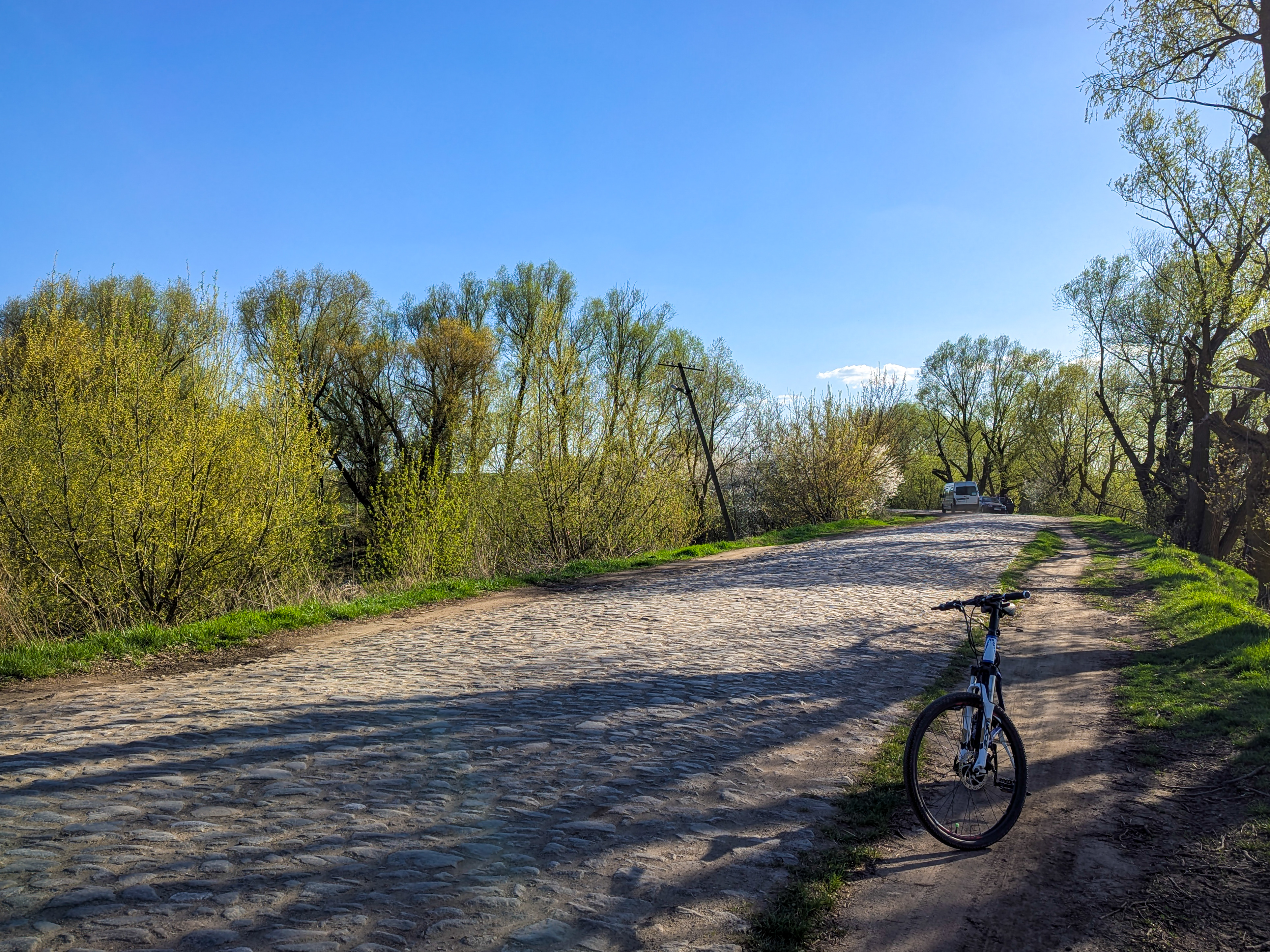
Бруківка
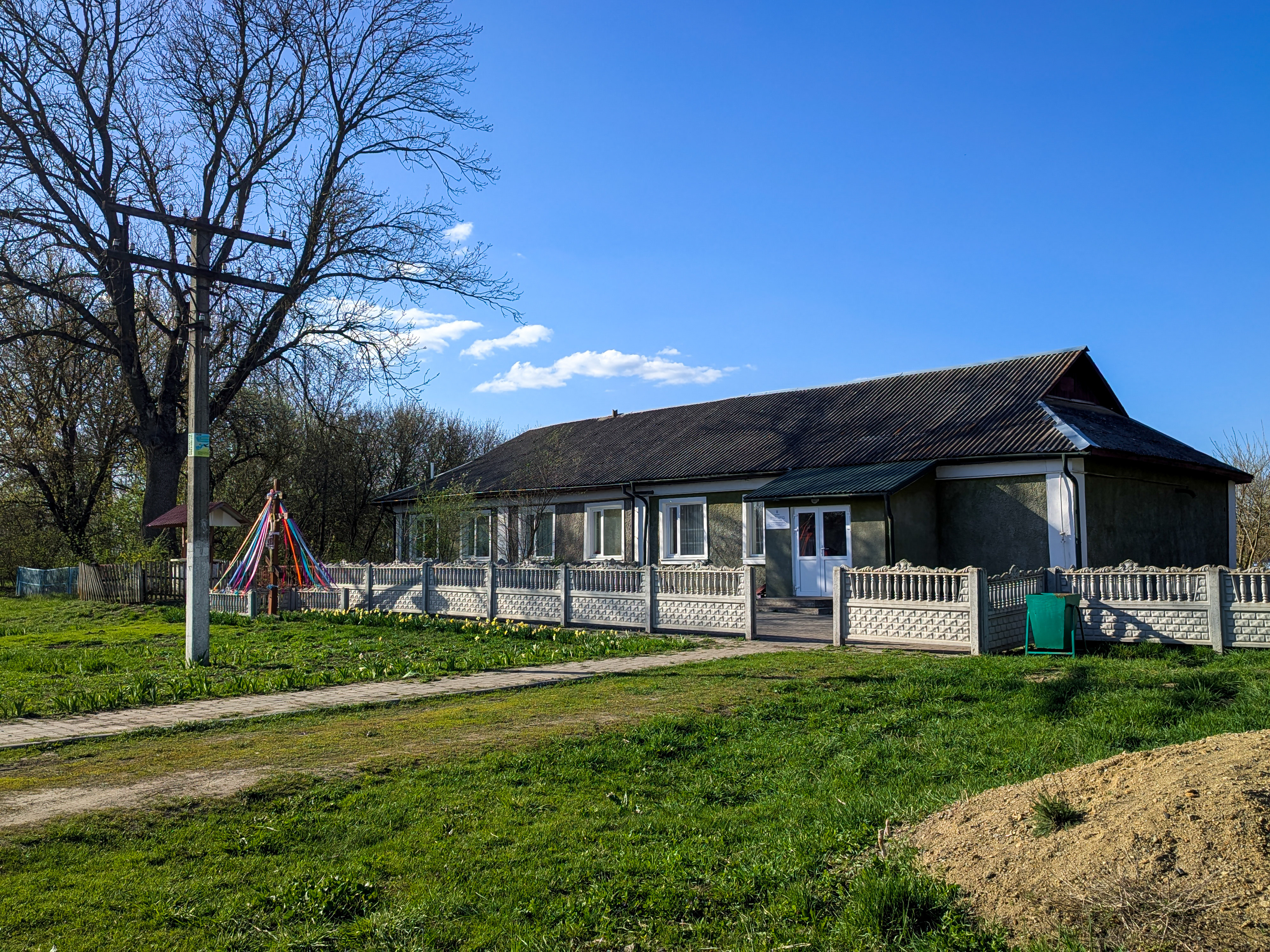
Будівля в центрі села
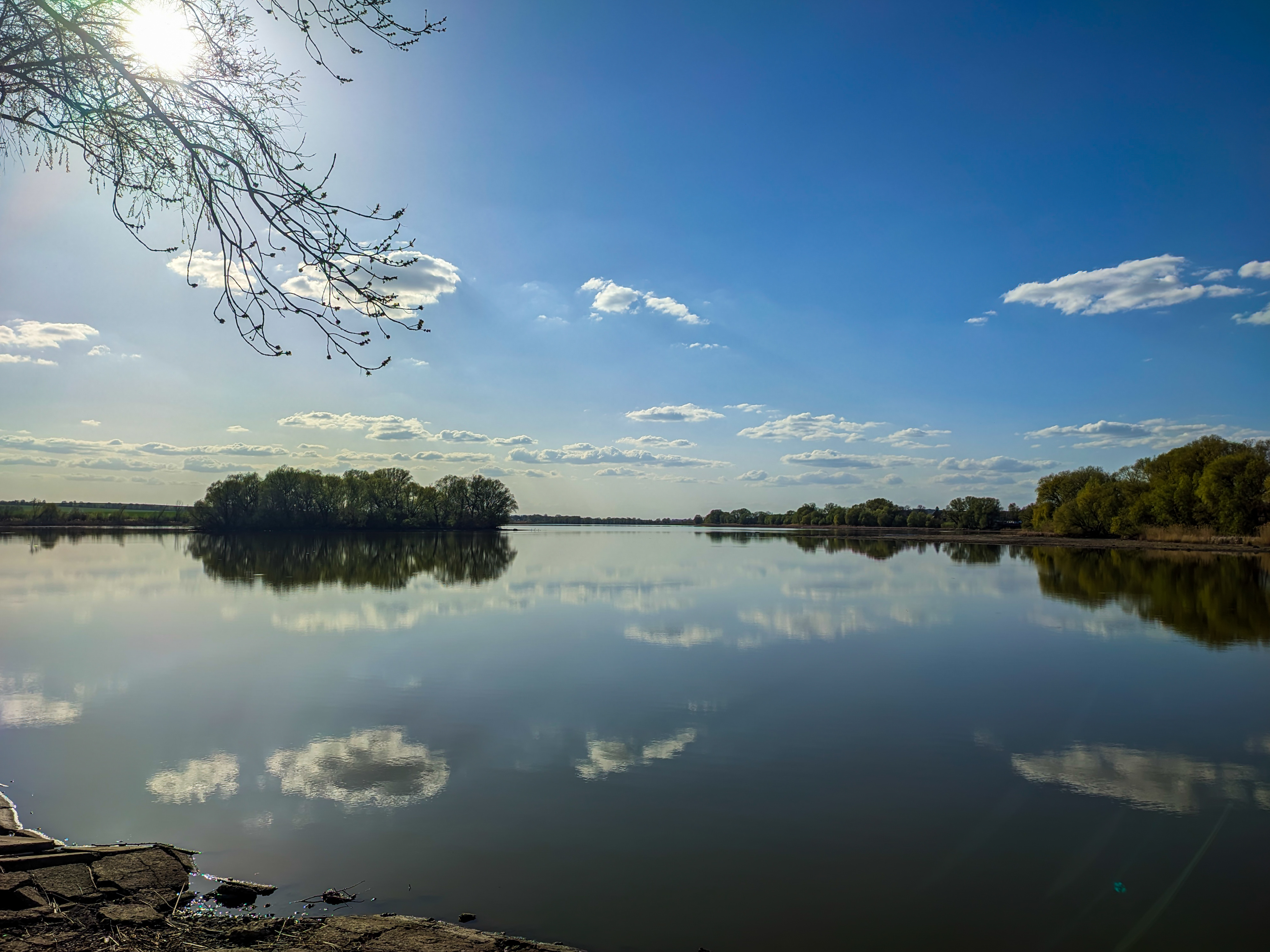
Ставок на р. Бужок
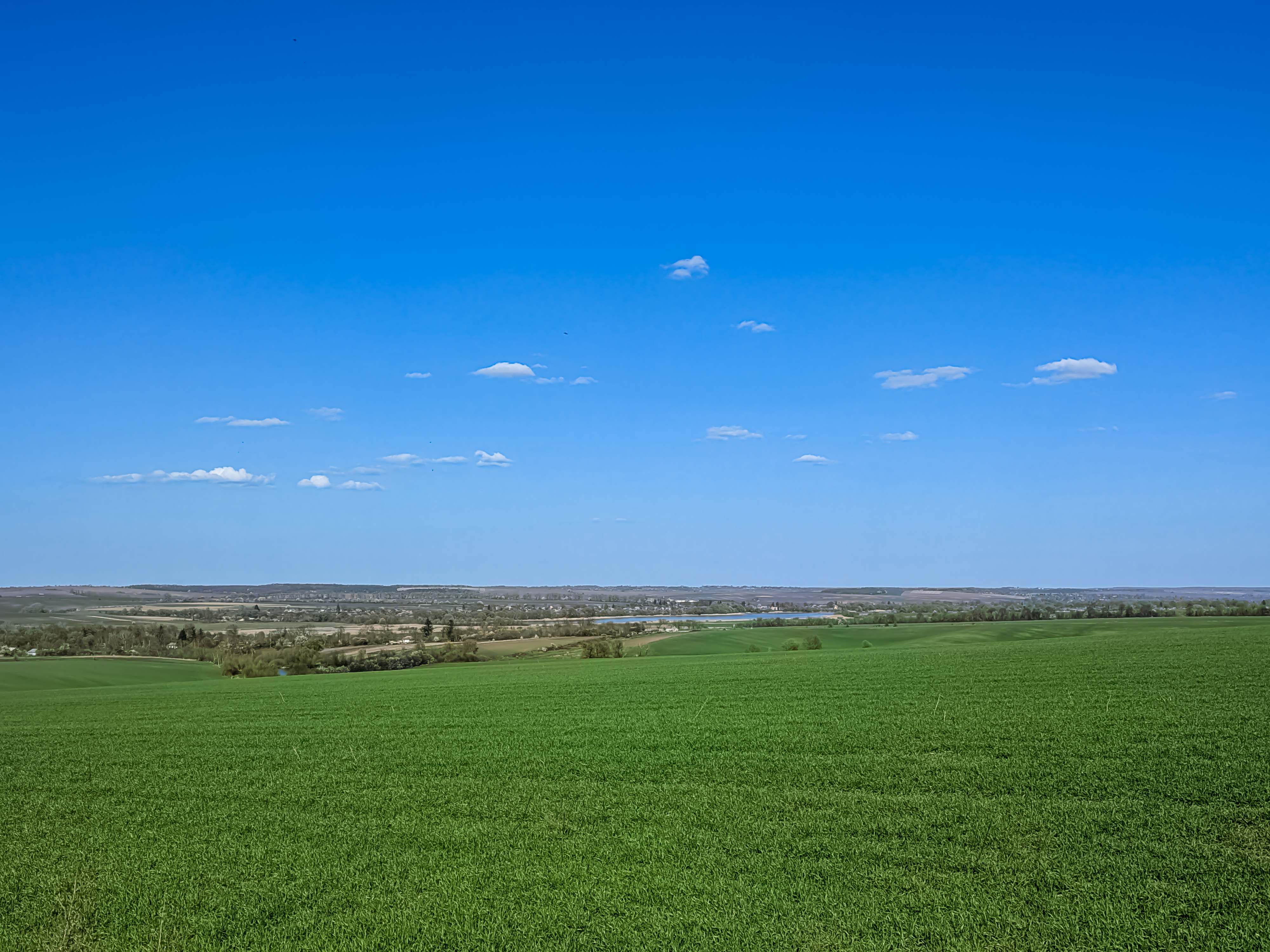
Вид на село здалеку
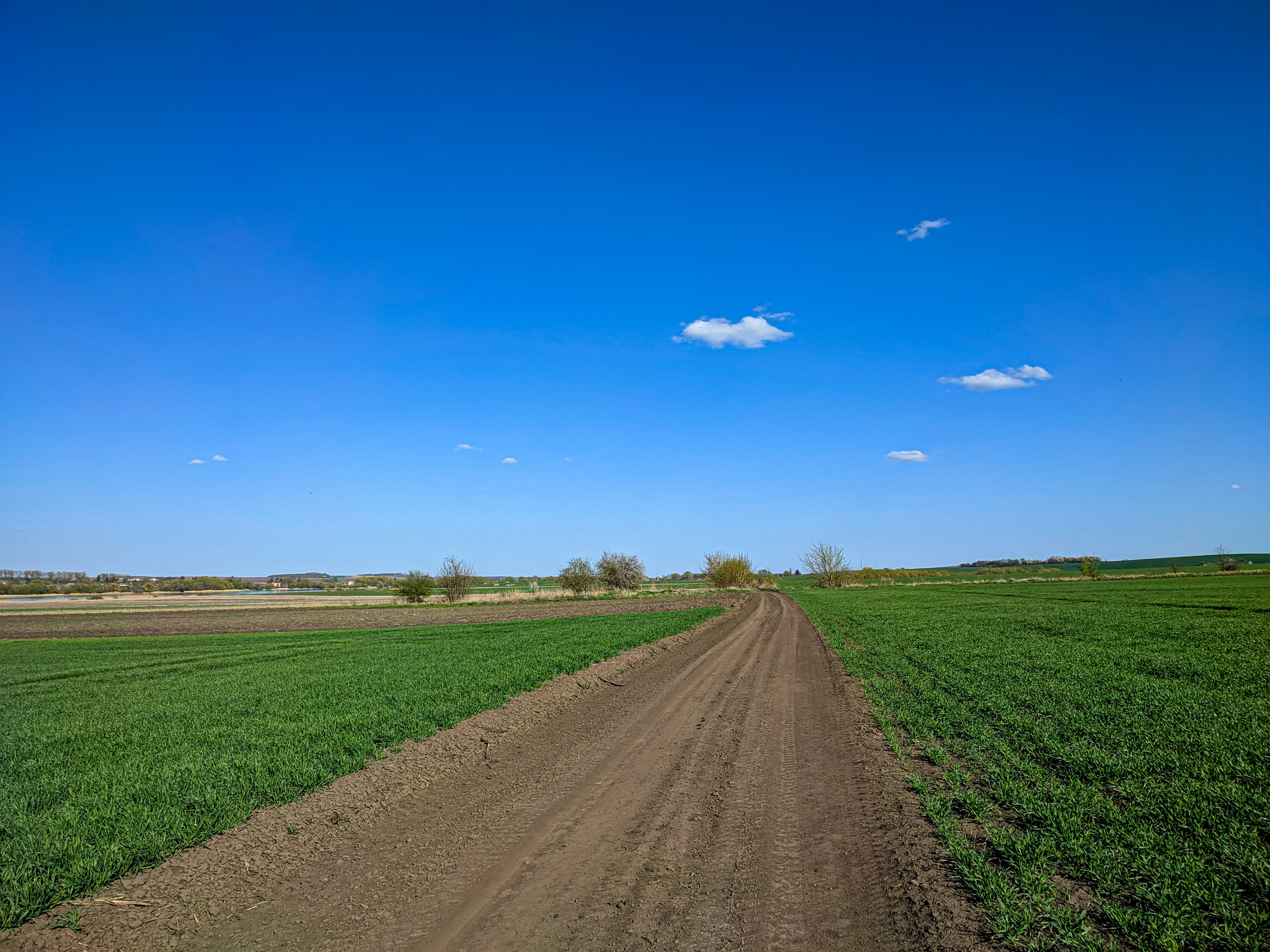
Околиці села